# Мова права
Мова права (юридична мова) — це функціональний різновид літературної мови, що має відповідні стилістичні та структурно-жанрові риси, зумовлені специфікою правової сфери та її комунікативно-професійними потребами.
Мова права — одне з найважливіших правових явищ, яке виступає основною формою існування правових актів. У зв'язку з цим мова права є центральним питанням юриспруденції, на якому зав'язані такі ключові її проблеми, як пізнання, інтерпретація.

## Загальні ознаки мови права
Юридична мова має свої специфічні риси, традиції, правила, особливості логіки та функцій. Вони складаються під впливом юридичної сфери застосування як такої. Право, правова доктрина та практика значно впливають↵на мову, що використовується у правовій системі. Зокрема, істотний вплив на юридичну мову здійснює висока абстрактність права, офіційність, обов’язковість.
З іншого боку, мова права несе відбиток особливостей правових традицій окремої правової системи. Усталені риси юридичної мови є одним з критеріїв розмежування правових сімей сучасності.
Мова права має такі характерні ознаки: точність, чіткість, визначеність; ясність та зрозумілість; розумна стислість, інформаційна насиченість; конкретність; інформативно-зобовязальний характер; системність; логічність; об’єктивність; нейтральність; сталість; нормативність мовних засобів тощо.
Мова права характеризується такими ознаками: офіційність; повнота; раціональна стислість; вмотивованість; однозначність; достовірність; зобов’язально - інформативний характер; зрозумілість, точність і визначеність; системність; логічність; об’єктивність; нейтральність; стандартизованість; сталість; нормативність мовних засобів, тощо.
Мова в діяльності юриста виступає як носій інформації і як спосіб впливу. Вплив завдяки мови може бути різних типів: вплив людини на людину, людини на групу осіб, людини на аудиторію і ін. Мовну діяльність юриста можна класифікувати як мова усну та письмову, внутрішню і зовнішню, діалогічну і монологічну, буденну і професійну, підготовлену і непідготовлену.
Мова права має такі функції:
-	номінативна (ознайомлення з правовими реаліями і поняттями);
-	гносеологічна (спосіб суспільно-правового розвитку та передавання юридичного досвіду);
-	аксіологічна (надання правової та морально-етичної оцінки);
-	комунікативна (можливість правового спілкування);
-	культуроносна (вдосконалення та передавання спадщини правового знання та правової культури);
-	естетична (лінгвістична довершеність юридичного тексту як еталон
для усіх правових документів) 

## Юридичні терміни
Юридичний термін – слово чи сполучення слів, які є найменуванням понять, що використовуються у правовій системі.
Правова доктрина розробила низку вимог щодо використання
юридичної термінології:
1. Вживання термінів у буквальному та звичайному усталеному значенні, прийнятому у загальнонаціональному мовному стандарті. Не слід
використовувати терміни не у своєму прямому значенні.
2. Точність юридичних термінів, однозначність у змісті – обов’язкові умови правової
визначеності та справедливості.
3. Недопустимість синонімії, омонімії, багатозначності
при створенні та використанні юридичної термінології.
4. Ієрархічна узгодженість термінології, слідування термінології Основного закону, законів загалом.
5. Достатня доступність термінів для розуміння.
6. Постійність та стійкість при вживанні правової
термінології, що вимагає без достатньо вагомих підстав не змінювати
використовувану термінологію.
7. Споріднені за змістом поняття слід позначати подібними,
по можливості, однокореневими термінами (право – правовий, правовласник,
правочин, правочинний).
8. Відсутність експресивності, емоційності.
Юридичні терміни іноді отримують фіксоване власне
визначення у законодавстві, зокрема у т.зв. нормах-дефініціях. Окрім того
багато з них мають стійке визначення у правовій доктрині і їх застосування в
офіційних документах не має потребу нормативного визначення. Разом з тим використання
юридичних термінів без їх чіткого зафіксованого правового визначення часто
породжує розбіжності в інтерпретації.

♙

## Класифікація юридичних термінів
Існують класифікації за галузями (загальновживані, спеціально-юридичні та технічні), за сферою застосування ( термінологія правової доктрини, юридичної практики, термінологію нормативних правових, правозастосовних, інтерпретаційних актів.) та словотвірних типів термінів (терміни – кореневі, складні слова, словосполучення, абревіатури, похідна лексика ).